# Cat Shit One
Cat Shit One ist eine vierteilige Manga-Reihe, die vom japanischen Mangaka Motofumi Kobayashi geschrieben und gezeichnet wurde. Erstmals veröffentlicht wurde die Reihe von SoftBank Publishing von 1998 bis 2002. Die Geschichte ist eine Parodie auf den Vietnamkrieg und verfolgt dabei das Schicksal von drei Hasen, die als Soldaten zur Aufklärungszwecken eingesetzt werden.
Eine Fortsetzung des Mangas durch Kobayashi erschien 2008 unter dem Titel Cat Shit One ’80 und erzählt von Erlebnissen derselben Protagonisten bei verschiedenen Konflikten niedrigerer Intensität. Im Jahr 2010 folgte eine Adaption von Cat Shit One als ein in 3D animierter Web-Anime, der exklusiv auf YouTube zu sehen war. Die Serie wurde vom Studio Anima produziert und verlegte die Handlung in den Mittleren Osten.

## Handlung
Cat Shit One handelt von den drei amerikanischen Soldaten Perkins (パーキンス; Kurzname Perky, パッキー), White (ホワイト; Kurzname Rats, ラッツ) und Botasky (ボタスキー) und spielt während des Vietnamkriegs. Sie gehören der Aufklärungseinheit Cat Shit One an. Jedes Kapitel stellt dabei eine Mission der als Hasen (jap. usagi als Anspielung auf USA GI) dargestellten Soldaten dar. Dabei setzt sich der Manga kritisch mit den in den Krieg eingreifenden Parteien auseinander, die durch verschiedene Tierarten symbolisiert werden. So finden sich die Amerikaner (Hasen), die Vietnamesen (Katzen), Franzosen (Schweine, in Anspielung auf Trüffelschweine), Chinesen (Panda), Japaner (Affen, bzw. Gorillas), Russen (Bären), Koreaner (Hunde, in Anspielung auf das Hundegericht Bosintang), Briten (Ratten, in Anspielung auf die Desert Rats) und Australier (Kängurus) in ihren jeweiligen Darstellungen wieder. Am Ende jeder Ausgabe gab es ein zusätzliches Kapitel, welches mit Dog Shit One bezeichnet war. In diesen von der Haupthandlung losgelösten Abschnitten wurden menschliche Figuren vorgestellt.
In der Fortsetzung Cat Shit One ’80 verlagert sich das Geschehen in die 1980er Jahre und verfolgt die Hasen bei verschiedenen kleineren Konflikten. Neu hinzugekommen sind die Parteien der Deutschen (Füchse, in Anspielung auf Erwin Rommel), der Bewohner des mittleren Ostens (Kamele, Esel und Schafe) und der Argentinier (Kühe).
In dem Anime-Spin-off wird die Handlung direkt in den mittleren Osten des Jahres 1991 verlagert, wo Amerikaner von den Terroristen (Kamelen) verschleppt wurden.

## Entstehung und Veröffentlichungen

### Cat Shit One
Der vierteilige Manga Cat Shit One wurde von dem japanischen Mangaka Motofumi Kobayashi geschrieben und gezeichnet. Erstmals veröffentlicht wurde die Reihe in dem Online-Magazin GameSpot. In Japan wurden die dort veröffentlichten Kapitel zu vier Tankōbon-Ausgaben zusammengefasst, die von Softbank Publishing herausgegeben wurden.
- Bd. 1: Cat Shit One Vol.1 September 1998, ISBN 4-7973-0716-1
- Bd. 2: Cat Shit One Vol.2 August 2000, ISBN 4-7973-0960-1
- Bd. 3: Cat Shit One Vol.3 September 2002, ISBN 4-7973-2163-6
- Bd. 4: Cat Shit One Vol.0 September 2005, ISBN 4-7973-3298-0

Eine Übersetzung der ersten drei Bände ins Englische erfolgte 2004 durch ADV Manga unter dem an Apocalypse Now angelehnten Titel Apocalypse Meow. 2006 bis 2007 erfolgte die Veröffentlichung einer französischen Fassung aller vier Bände durch Glénat, sowie 2006 eine polnische Fassung der ersten drei Bände durch Waneko.

### Cat Shit One ’80
Autor Kobayashi führte die Reihe im Jahr 2008 unter dem Titel Cat Shit One ’80 mit geändertem Szenario fort. Davon sind bisher zwei Zusammenfassungen erschienen, die bisher noch nicht in andere Sprachen übersetzt wurden.
- Bd. 1: Cat Shit One ’80 Vol.1 30. April 2008, ISBN 978-4-7973-4849-1
- Bd. 2: Cat Shit One ’80 Vol.2 25. März 2009, ISBN 978-4-7973-5284-9

## Web-Anime
Erstmals vorgestellt wurde die gleichnamige Anime-Adaption Cat Shit One auf der Tōkyō Kokusai Anime Fair 2009. Zu dieser Zeit war nur ein Trailer der Serie zu sehen, der im Wesentlichen aus Szenen der ersten Folge bestand. Zugleich suchte der Produzent Junya Okabe noch nach Fördermitteln zur Umsetzung. Die Produktion übernahm schließlich IDA Entertainment. Die eigentliche Animation der in 3D produzierten Serie entstand im Studio anima unter der Regie von Kazuya Sasahara. Die erste Folge des Web-Animes war ab dem 17. Juli 2010 exklusiv bei YouTube abrufbar.

### Synchronisation
| Rolle   | japanischer Sprecher (Seiyū) |
| ------- | ---------------------------- |
| Perky   | Hiroshi Tsuchida             |
| Botasky | Satoshi Hino                 |